# سيكوتوكسين
السيكوتوكسين هو مركب كيميائي سام طبيعيّ المنشأ ينتج في عدة نباتات من الفصيلة الخيمية مثل نبات شوكران المياه الذي يُعرف أيضاً باسم نبات السيكوتا المائيّ.
يحتوي المركب على مجموعات وظيفية من البوليين والبولياين والكحول وهو عبارة عن مصاوغ بنيوي لمركب الأوينانثوتوكسين، الموجود أيضًا في نبات شوكران المياه، وينتمي كلاهما ينتمي إلى مركبات البولي أسيتيلين ذات 17 ذرة كربون.
يؤدّي سمّ السيكوتوكسين عند ابتلاعه فمويّاً إلى الموت بالشلل التنفسي الناجم عن اضطراب الجهاز العصبي المركزي. وهو مضاد قوي وغير تنافسي لمستقبلات حمض الغاما أمينوبوتريك. يصيب سمّ السيكوتوكسين الإنسان سريعًا بعد ابتلاعه بنحو 60 دقيقة عادةً بأعراض الغثيان، والقيء وآلام البطن، ومن الممكن أن يؤدّي ذلك إلى حدوث رعشة، ونوبات صرع، وفي النهاية يؤدي إلى الموت. تُقدّر الجرعة المميتة من سم السيكوتوكسين بحوالي 9 مجم/كجم.

## الخلفية التاريخية
يعود أقدم نص منشور معروف لنا حتى الآن حول التأثير السام لنبات شوكران المياه إلى عام 1679 وهو كتاب بعنوان (تاريخ وسمّية نبات السيكوتا المائي مع رسوم توضيحيّة) للإيطاليّ يوهان جاكوب ويبفر. كان أوّل من صاغ اسم مركّب السيكوتوكسين هو بوهم في عام 1876 نسبة إلى نبات الشوكران السام الذي استخلص منه مادّة السم، كما استخلص مصاوغه السام الذي عُرف باسم الأوينانثوتوكسين من نبات الأوينانث كروكاتا.
كما تشرح مجلّة علميّة نُشرت عام 1911 عمليّة فحص 27 حالة تعرضت لتسمم عن طريق سموم السيكوتوكسين، والتي تسبّبت في وفاة 21 حالة منها، وعلى الرغم من أن بعض هذه الحالات كانت عمليات تسممّ متعمّدة، إلّا أن تقرير المجلّة تضمّن حالة استخدمت فيها عائلة مكوّنة من خمسة أفراد مستخلصات نبات السيكوتا كعلاج موضعي للحكّة، مما أدى إلى وفاة طفلين من العائلة، ويشير التقرير إلى أنّه يمكن امتصاص سموم السيكوتوكسين عن طريق الجلد. وفي عام 1962 نشرت مجلّة أخرى تقريراً حول عمليّة فحص 78 حالة تسمم بالسيكوتوكسين كان مصير 33 حالة منها هو الوفاة، ولا تزال حالات التسمم بسموم السيكوتوكسين تحدث، ومنها على سبيل الأمثلة الحالات التالية:
- استخدم طفل ساق نبات شوكران المياه للعب بها كصفارة مما أدّى إلى وفاته بسبب تسمم السيكوتوكسين.[10][11]
- في عام 2001، توفّي صبي يبلغ من العمر 14 عامًا بعد 20 ساعة من تناول جزرة برية.[12]
- في عام 1992، كان شقيقان يبحثان عن جذور نبات الجينسنغ البريّ، ووجدا جذر نبات الشوكران السامّ الذي اعتقدا أنّه نبات الجينسنغ، فتناول أحدهما ثلاث قضمات من جذر الجنسنغ المفترض، بينما تناول الآخر قضمة واحدة. توفي الأخ الأول بعد ثلاث ساعات فقط بينما تعافى الآخر تمامًا حين تلقى رعاية طبية داعمة بعد تعرضه لنوبات تشنج وهذيان.[10]

تحتوي جميع النباتات من جنس السيكوتا أو الشوكران على مركب السيكوتوكسين. توجد هذه النباتات في موائل المستنقعات الرطبة في أمريكا الشمالية وأجزاء من أوروبا. غالبًا ما يتم الخلط بين نباتات السيكوتا، وجذور نباتات أخرى صالحة للأكل مثل الجزر الأبيض، أو الجزر البري، أو الجينسنغ البري. جميع أجزاء نبات السيكوتا سامة، إلّا أن جذر النبات يُعتبر هو الجزء الأكثر سمّية من النبات، وتكون مستويات السموم في النبات أعلى ما يمكن خلال فصل الربيع.
يكفي ابتلاع جزء يتراوح طوله من 2 إلى 3 سم من جذر النبات كي يكون تأثيره قاتلاً للبالغين. في إحدى الحوادث التي تم الإبلاغ عنها، ابتلع 17 صبيا أجزاء من النبات، وكان أولئك الذين تناولوا الجذر يعانون من نوبات تشنّج، بينما أصيب أولئك الذين تناولوا أوراق وزهور النبات فقط بالتوعّك. تعتمد سمّية النباتات على عوامل مختلفة، مثل اختلاف الفصول، ودرجة الحرارة، والموقع الجغرافي، وظروف التربة. تظل الجذور محتفظة بسميتها حتى بعد تجفيفها.

## النباتات التي تحتوي على مركب السيكوتوكسين

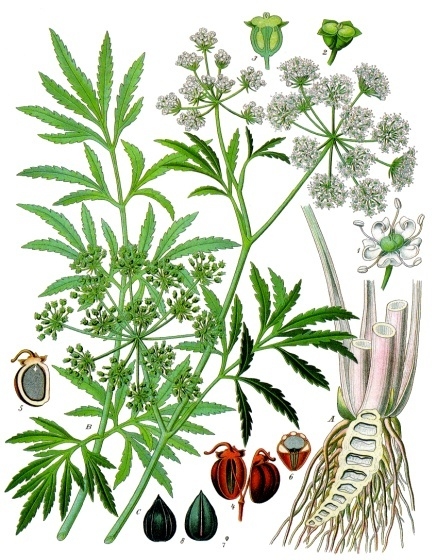

يُوجد مركب السيكوتوكسين في خمسة أنواع من نبات شوكران المياه، والتي تنتمي جميعها تنتمي إلى الفصيلة الخيمية. وتتمثّل هذه الأنواع الأربعة في جنس السيكوتا، ونوع واحد من جنس الأوينانث وهي الشوكران المائي الحامل للمصابيح، وشوكران مياه دوغلاس أو سيكوتا دوغلاس، والشوكران المائي المرقط أو بقان البقر المرقط، وشوكران مياه ماكنزي، والشوكران السام. جميع أجزاء هذه النباتات قد عُثر فيها على مركّب السيكوتوكسين، إلى جانب العديد من مركبات البولي أسيتيلين C17 الأخرى. ينتج نبات الشوكران السام على سبيل المثال مركب الأيزوسيكوتوكسين، وهو متصاوغ هندسي من السيكوتوكسين، بينما ينتج نبات الأوينانث كروكاتا مركب الالأوينانثوتوكسين، وهو متصاوغ بنيوي للسيكوتوكسين. تنتج نباتات السيكوتا أيضًا متجانسات متعددة من السيكوتوكسين ، مثل المتجانس A، والمتجانس C.

## الكيمياء
كان جاكوبسن هو أول من قام بعزل سموم السيكوتوكسين النقيّة كزيت مصفر في عام 1915 بحسب كتابات بوهم. لم يتم تحديد البنية الكيميائيّة لمركب السيكوتوكسين حتى عام 1953، حين ثبت أنّ الصيغة الجزيئية للمركب هي C17H22O2، وأنّه مركب أليفاتي، وهو كحول غير مشبع بدرجة عالية يحتوي على اثنتين من الروابط الثلاثية التي تترافق مع ثلاث روابط ثنائيّة، ومجموعتي هيدروكسيل.
كان أوّل تخليق لسم السيكوتوكسين في عام 1955. اُعتبرت عمليّة التخليق إنجازاً هامّاً آنذاك على الرغم من نجاحها في إنتاج مزيج راسيميّ بلغت نسبة مركب السيكوتوكسين فيه 4٪ فقط، نظرًا لأنّ عمليّة التخليق تمت دون الاستفادة من تفاعلات الاقتران الحديثة.
اُكتشف التكوين المطلق لسموم السيكوتوكسين طبيعية المنشأ في عام 1999، يتحلّل مركب السيكوتوكسين خارج النبات عند تعرّضه للهواء، أو الضوء، أو الحرارة، مما يجعل من الصعب التعامل معه.
يحتوي مركب السيكوتوكسين على بنية كربونية طويلة، وعدد قليل من البدائل المحبة للماء ممّا يمنحه خصائص كارهة للماء. يمكن امتصاص الجزيئات الكارهة للماء أو الجزيئات الصغيرة عن طريق الجلد. أظهرت الأبحاث أن سمّ السيكوتوكسين قادر على المرور عبر جلد الضفادع، وأن تجربة الأسرة التي استخدمت نبات السيكوتا كمضاد موضعي للحكة تشير بقوّة إلى أنّ المركب قادر على المرور عبر جلد الإنسان.

## التخليق في المُختبر
كانت أوّل عمليّة تخليق كاملة لسم السميكوتوكسين كمزيج راسيمي في عام 1955، وكان السم في المزيج الراسيمي نشطًا بمقدار ضعف نشاط المتصاوغ المرآتي طبيعي المنشأ.

## الكيمياء الحيوية
من المعروف أن مركب السيكوتوكسين يتفاعل مع مستقبلات غابا-أ، وقد ثبت أيضًا أنه يحجب قناة البوتاسيوم في الخلايا اللمفاوية التائية. يحدث تأثير مماثل أيضًا حين يتم حجب قنوات البوتاسيوم في الخلايا العصبية، ومن الممكن أن يفسر هذا التأثير السام للسيكوتوكسين على الجهاز العصبي.

## آلية العمل
لا تزال آلية العمل الدقيقة لسموم السيكوتوكسين غير معروفة بسبب عدم استقرارها الكيميائيّ، على الرغم من أنّه معروف جيدًا بأنه مادة شديدة السمّية. إلا أن هناك دراسات قدمت بعض الأدلة على آلية عمل السيكوتوكسين.
مركب السيكوتوكسين مضاد غير تنافسي لحمض غاما-أمينوبوتيريك في الجهاز العصبي المركزي. عادةً ما يرتبط حمض الغاما-أمينوبيوتيريك بالمجال بيتا للمستقبل غابا-أ، فينشط المستقبل الذي يتسبب في تدفق الكلوريد عبر الغشاء الخلوي. يرتبط السيروتوكسين بنفس مكان حمض الغاما-أمينوبيوتيريك بدلاً منه، ممّا يؤدّي إلى عدم تنشيط المستقبل غابا-أ، وإذا لم تنفتح مسام المستقبل، لن يتمكّن الكلوريد من التدفّق عبر الغشاء الخلويّ. كما يؤدي ربط السيكوتوكسين بمجال بيتا أيضًا إلى غلق قناة الكلوريد، ويؤدّي كلا التأثيرين إلى إزالة الاستقطاب بشكل مستمر. يسبّب هذا حدوث فرط نشاط في الخلايا مما يؤدي إلى حدوث نوبات الصرع المصاحبة للتسمّم بالسيكوتوكسين.
أشارت بعض الدراسات أيضاً إلى أن مركب السيكوتوكسين يزيد من مدة إعادة استقطاب الخلايا العصبيّة بطريقة اعتماداً على الجرعة. ويمكن أن يزيد السم من مدة إعادة الاستقطاب حتى ستة أضعاف عند 100 ميكرومول/لتر. قد تسبب إمكانات العمل المطول نشاطًا مثيرًا أعلى.
لقد ثبت أن السيكوتوكسين يمنع أيضًا قنوات البوتاسيوم في الخلايا اللمفاوية التائية، حيث يمنع السم تكاثر الخلايا الليمفاوية مما جعل السيكوتوكسين مادة ذات أهمية في مجالات الدراسة التي تهتم بالبحث عن دواء لمرض سرطان الدم.

### الأيض
لا يزال من غير المعروف كيف يتخلص الجسم من سموم السيكوتوكسين. هناك أدلة على أن فترة عمر النصف له طويلة في جسم الإنسان. حين أدخل مريض إلى المستشفى بعد تناول جذر نبات السيكوتا، ظل يعاني من ضبابية في رأسه استمرت حتى بعد يومين من مغادرته المستشفى. وفي إحدى الحالات التي لوحظت بهدف دراسة تأثير السيكوتوكسين على الحيوانات، وُجد أن الأغنام التي تعرّضت لتسمم السيكوتوكسين تعافت تمامًا بعد سبعة أيام. يمكن تفسير ذلك أيضًا من خلال بنية السيكوتوكسين الذي يتكون من 17 ذرة كربون كارهة للماء ترتبط معاً بثلاثة روابط ثنائية، و اثنتين من الروابط الثلاثية، وتحتوي على مجموعتين من الهيدروكسيل، مما يجعل السم شديد التفاعل وليس من السهل إخراجه.

## تسمّم السيكوتوكسين

### الأعراض
تبدأ العلامات الأولى للتسمم بالسيكوتوكسين بعد فترة تتراوح ما بين 15-60 دقيقة من تناوله، والتي تتمثّل في القيء، والتشنجات، واتساع حدقة العين، وإفراز اللعاب، والتعرق الزائد، وقد يدخل المريض في غيبوبة. كما تتضمن بعض الأعراض الأخرى الموصوفة الزرقة، وفقدان الذاكرة، وغياب ردود الفعل العضلية، والحماض الأيضي، وتغيرات القلب والأوعية الدموية التي قد تسبب حدوث مشكلات في القلب، ومشاكل في الجهاز العصبي المركزي، والتي تظهر على شكل تشنجات، فرط نشاط، أو خمول في عضلة القلب. بؤدّي فرط نشاط الجهاز العصبي إلى حدوث فشل تنفسي قد يسبب الاختناق الذي يتسبب بدوره في معظم الوفيات. كما يمكن أن يحدث جفاف أيضًا ناجم عن فقدان الماء بسبب القيء، مما قد يؤدّي إلى الفشل الكلوى إذا لم يعالج ثم يؤدي إلى الوفاة.

### طرق العلاج
لا يوجد ترياق معروف لسم السيكوتوكسين، ومن ثم يتم فقط علاج الأعراض لتفادي الآثار الضارة للتسمم السيكوتوكسين على الجهاز الهضمي والقلب، وتعمل العلاجات الداعمة على تحسين فرص البقاء على قيد الحياة بشكل كبير. تشمل العلاجات المستخدمة إعطاء الفحم المنشط في غضون 30 دقيقة من ابتلاع السمّ لتقليل امتصاصه، والحفاظ على المجاري الهوائية مفتوحة لمنع حدوث الاختناق، والإماهة لمعالجة الجفاف الناجم عن القيء، وإعطاء البنزوديازيبينات التي تعزز تأثير حمض الغاما-أمينوبيوتيريك على مستقبل غابا-أ، أو الباربيتورات لتقليل النوبات الصرعية.

### التأثير على الحيوانات
الجرعة المميتة من سم السيكوتوكسين بالنسبة للفئران هي 2.8 مجم/كجم (10.8 ميكرو مول / كجم). والجرعة المميتة من المتجانس A هي 28.0 مجم / كجم (109 ميكرو مول كجم)، والجرعة المميتة من الإيزوسيكوتوكسين هي 38.5 مجم/كجم (149 ميكرو مول/كجم).
عادة ما تبتلع الماشية أجزاء من نباتات الشوكران خلال فصل الربيع أثناء رعيها حول الخنادق والأنهار حيث تنمو هذه النباتات. تُظهر الحيوانات تأثيرات مماثلة للتسمم بالسيكوتوكسين كالتي تظهر عند الإنسان، ولكن بدون القيء (الذي يمكن أن يؤدي إلى زيادة معدل الوفيات). تشمل الأعراض المسجّلة لدى الحيوانات سيلان اللعاب، والنوبات، والتبول والتغوط المتكررين، وتنكس عضلات الهيكل العظمي والقلب. عادة ما تكون النوبات الصرعية لدى الحيوانات قصيرة تبلغ مدتها أقل من دقيقة لكل نوبة تشنج، وتحدث على فترات تتراوح من 15 إلى 30 دقيقة لمدة ساعتين تقريبًا. تتعافى النعاج بشكل أبطأ بعد تناول الدرنات المحتوية على السيكوتوكسين، وتستغرق ما يصل إلى سبعة أيام لتتعافى تمامًا.
أظهرت الدراسات البحثية التي أجريت على النعاج أن التنكس العضلي للهيكل العظمي والقلب (تلف أنسجة العضلات) يحدث فقط بعد تناولها لجرعة كافية للحث على أعراض التسمم. وأظهر تحليل دم الحيوانات ارتفاع إنزيمات المصل التي تشير إلى تلف العضلات. وعند تشريح النعاج التي أصيبت بتسمم السيكوتوكسين وُجدت مناطق شاحبة متعددة البؤر بقلب النعجة، إلى جانب شحوب في مجموعات العضلات الباسطة الرقمية الطويلة، بينما وُجد أن النعجة التي تُعطى جرعة قاتلة من الدرنات المحتوية على السيكوتوكسين تكون لديها آفات مجهرية فقط. كان لعدد ومدة النوبات تأثير مباشر على التنكس العضلي الهيكلي والقلب وكمية تغير المصل.
تعافت النعاج التي أعطيت 2.5 ضعف من الجرعة المميتة مع استخدام الأدوية لعلاج أعراض التسمم بالسيكوتوكسين، مما يدل على أن علاج الأعراض يمكن أن ينقذ الحياة. تضمنت الأدوية التي تم إعطائها للحيوانات بهدف علاج الأعراض بينتوباربيتال الصوديوم (20-77 مجم/كجم بالحقن عن طريق الوريد) عند النوبة الأولى للتحكم في نشاط النوبة، والأتروبين (75-150 مجم) لتقليل إفراز اللعاب أثناء التخدير، ومحلول رينغر اللاكتات حتى تعافي النعاج.

## الاستخدامات الطبية
أثبتت الدراسات أن لمادة السيكوتوكسين خصائص مضادة لسرطان الدم، حيث أنه يمنع تكاثر الخلايا الليمفاوية. كما اختُبرت فاعليته كمضاد للورم، وتبين أن المستخلص الميثانولي من نبات الشوكَران الأبقع أظهر سمّية خلويّة كبيرة في فحص بنية الخلية 9 KB لدى مرضى سرطان البلعوم البشري.